# 토마츠 하루카
토마츠 하루카(일본어: 戸松 遥 도마쓰 하루카[*], 1954년 월 일 ~ )는 일본의 여성 성우이자 가수, 배우이다. 일본 아이치현(愛知県) 이치노미야시(一宮市) 출생. 뮤직 레인 소속. 별명으로는 토맛쨩(とまっちゃん), 하루쨩(はるちゃん), 하루냥(はるにゃん), 하루카스 (ハルカス) 등이 있다.

## 개요

### 경력
2005년부터 2006년에 걸쳐 개최된 "뮤직레인 슈퍼 성우 오디션"에 합격하여, 성우로서 활동을 시작하였다.
2006년 1월에 개최된 도호예능(東宝芸能)의 도호 신데렐라 오디션에 참가하였을 무렵, 참가자 37443명 중 최종심사에 남은 15명 중 한 명이었다고 전해진다. (최종 선거에서는 수영복 심사도 있었다고 하지만, 아깝게 최종심사에서 탈락했다.)
2008년에 고등학교를 졸업할 때까지 매주말마다 친가와 도쿄를 오가며 일과 학업으로 바쁜 나날을 보냈다고 전해진다. <신곡주계 폴리포니카 공식 사이트 내 "홀리토크">
녹음 전날에는 도내에서 숙박하는 경우도 많았다고 한다. <TBS 아니메페스타 2007에서 언급>
2008년에 고교 졸업후 도쿄로 상경, 자취를 시작하였다. 대학에 다니면서 활동을 이어나가고 있다. <본인의 블로그 및 이벤트 등에서 언급>
2009년 2월 15일에 개최된 "뮤직레인 girls 봄의 초콜렛 축제"에서 같은 뮤직레인 소속의 코토부키 미나코, 타카가키 아야히, 토요사키 아키와 함께 성우 유니트 Sphere의 결성을 발표하였다.
2009년 제 3회 성우어워드 신인여우상을 수상하였다.
같은 해 10월 9일에는 자신의 첫 사진집 "HARUKAs"를 발매하였고, 이듬해 2월 24일에는 자신의 첫 앨범인 "Rainbow Road"를 발매.
2011년 들어서 내레이션 일도 담당하는 등 정력적인 활동을 보여주고 있다.
7월 17일부터 자신의 첫 단독 라이브 투어인 "오렌지☆로드"를 고베, 나고야, 요코하마 3군데에서 개최할 예정이다.

### 특색
주로 소녀 역부터 성숙한 성인여성 역까지 연기할 수 있을정도로 다채로운 톤을 가졌으며, 데뷔작이자 첫 주연작이기도 한 신곡주계 폴리포니카에서 담당한 코티카르테 아파 라그란제스 역할은 그녀의 재능을 입증하는 좋은 예라고 볼 수 있다.
뿐만 아니라, 밝고 활발한 소녀 (트러블의 라라 사탈린 데빌루크, 아수라 크라잉의 미나카미 미사오)역할과 더불어 최근 하나의 트렌드로 자리잡은
일명 "새침부끄(츤데레" 계열의 소녀(내일의 요이치의 이카루가 아야메, 모에땅의 쿠로이 스미, 크로스게임의 츠키시마 아오바, 놀러가요!의 킨죠 마나미),
그러한 새침부끄계열의 복합버전인 일명 "카미데레(신이거나 신과 맞먹는 영적 능력을 가진 새침부끄 소녀)" 계열 (신곡주계 폴리포니카의 코티카르테 아파 라그란제스, 칸나기의 나기)도 주로 맡곤 한다.
그 밖에도 이중의 면모를 보이는 소녀 (절대가련 칠드런의 산노미야 시호)역할과 하이텐션을 가진 역할, 최근들어 아가씨 캐릭터 (쉽게 알 수 있는 현대마법의 이치노세 유미코 크리스티나) 역할 등, 폭넓은 역할을 감당할 수 있는 능력을 가졌다. 참고로 본인은 이중인격적 캐릭터를 연기하는 것이 마음에 드는 모양. 최근 부쩍 악역이나 주인공 및 히로인과 대립하는 위치의 역할도 맡곤 한다. (내일은 대마왕의 테루야 에이코, 칼 이야기의 히테이 공주) 그 밖에도 숫기없는 내성적인 성격의 여학생 (듀라라라!의 카미치카 리오)와 말 수 적고 내성적인 성격의 여자아이 (쓰리몬의 마루이 히토하) 등 다양한 연령대와 성격을 가진 여성을 연기할 수 있다.
같은 나이 또래의 하나자와 카나(花澤香菜)와는 광란가족일기, 칸나기, 내일의 요이치! 등의 작품에서 자매 역으로 자주 출연하며 친분을 쌓았다. 참고로 해당 작품들에서는 항상 토마츠가 언니 역, 하나자와가 동생 역을 맡곤 한다. (실제로는 하나자와가 1살 연상)
그밖에도 이리노 미유, 노나카 아이 등과 공동출연작이 많은 편이다.
(물론, 같은 소속사의 스피어 멤버들과의 공동출연 비율도 높은 편.)
최근들어 성우 나카무라 에리코 (中村繪里子) [대표작:아이돌마스터 아마미 하루카 역]와 음색이 닮았다는 지적을 받았다.
(참고로 토마츠 자신도 아이돌마스터의 추가 캐릭터를 연기하게 되었다.)
TV 애니메이션 "GA 예술과 아트 디자인 클래스"에서 담당한 키사라기의 목소리는 성우 노토 마미코와 상당히 흡사하다는 평가를 받았다. (주로 연기하는 성향과 다른 느낌이어서 그 여파는 실로 컸다)
TVA 냥코이!에서는 1인 2역을 담당하여, 성격이 다른 쌍둥이 자매를 소화하였다.
(각각 츤데레 캐릭터와 얀데레 캐릭터)
동작품에서 각종 조연급 캐릭터와 심지어 고양이까지 연기하는데 성공했을정도이다.
2010년 들어서는 이나즈마 일레븐에서의 첫 소년 역할 (스즈메 쥰이치)를 포함하여 다양한 역할에 도전하였다. 나레이션 일도 시작하여 외화 더빙에도 도전하게 되었다.
악역으로서 선역과 대립되는 역할을 맡으나 결코 밉지 않은 매력을 동시에 갖고 있으며, 그밖에도 귀여움을 어필하거나 혹은 숫기없고 내성적인 캐릭터도 곧잘 소화해낸다.
스피어 활동으로 바쁜 와중에도 성우활동, 유닛활동, 사진집 촬영, 개인 음반 발매 등 폭넓을 활동을 하며 성우 아이돌 산업의 최일선에서 역량을 과시중에 있다.
2011년 들어서도 꾸준한 활동을 보여주며, 특히 자신의 고향인 아이치 현의 아이치이누를 성우 그랑프리 기획인 47도도부견에서 맡게 되었다.
어떤 캐릭터를 연기하든지간에, 특징적인 비명소리를 낸다. (오버리액션에 능하다는 평가. 절규에 가까운 리얼한 비명으로 시청자들에게 어필하는 성우이다.)

### 인물
취미는 그림 그리기. 다만, 여타 그림을 잘 그리는 성우들만큼 그림을 잘 그리는 정도는 아니어서, 보통 대본 등에 낙서 정도를 하는 수준에 그친다고 한다.
상어매니아를 자칭할 정도로 상어에 대해서 해박한 지식을 갖고 있다. 다만 상어를 직접적으로 좋아하는 것은 아니고, 상어에 의한 위협에서 피하는 습성 등을 상세히 아는 정도라고만 한다.
같은 사무소 멤버 타카가키 아야히, 토요사키 아키, 코토부키 미나코 및 공동 출연이 많은 하나자와 카나, 사와시로 미유키(沢城みゆき)와도 친밀한 사이이다. 또한, 배우로서는 토다 케이코 (戸田恵子) (배우 겸 성우, 대표작: 날아라 호빵맨의 호빵맨, 기동전사 건담의 마틸다 아잔 등)를 존경하고 있다고 전해진다. 토다 케이코와 토마츠는 같은 아이치 현 출신이라고 한다.
성우를 지망하게 된 계기는 중학교 3학년 무렵 연극을 보고 흥미를 가지게 되면서라고 하며, 스튜디오 지브리의 작품에 출연하고 싶다는 생각을 하게 되면서 트레이닝을 해오던 중, 친구에게 칭찬을 받아 오디션까지 받게 되었다고 전해진다.
실제로도 가장 좋아하는 애니메이션으로 센과 치히로의 행방불명을 꼽기도 하며, 초등학교 5학년때와 6학년 시절에 극장에 여러번 가서 보았다고 한다. 그 뒤로도 DVD를 빌려서 보거나, TV에서 방영하면 챙겨서 보는 등, 자신의 베스트 작품으로 남은 듯 하다.
운동신경이 좋아서, 학창시절 배구부에 속해있었다고 한다. 발도 빠른 편이라, 초등학교 시절부터 고교시절까지 내리 학급 계주 대표로 선발되곤 했었다고 한다. 주로 앵커를 맡아 상대반 주자를 따돌리는 역할을 담당했었다고 하며, 개인적으로 꼽는 일화는 2명을 제치고 1위로 결승선을 통과했을 때를 꼽았다. 지금은 그다지 잘 달리지 못한다고 전해진다.
영화감상을 즐기며, 드라마도 곧잘 시청하나 최근들어 애프터 레코딩으로 바쁜 스케줄에 밀려 그다지 감상하지 못하게 되었다고 한다. 최근 감상한 드라마는 "1리터의 눈물"이라고 한다.
코토부키 미나코의 권유로 최근들어 아베 마오의 노래를 감상하는 중이라고 한다.
시간이 있을 때마다 주위를 걸어다니거나 조깅을 즐긴다고 하며, 녹음을 마치고 스튜디오부터 집까지 1시간 이상 걸리는 거리를 도보로 다니곤 한다고 한다. 혹은, 전철을 탈 때 일부러 한 정거장 먼저 내려서 집까지 자주 걸어오기도 한다고 한다.
1주일간 휴가가 주어진다면, 가장 시간을 보내고 싶은 장소로 오키나와를 꼽았다. 이유라면, 오키나와에 가본 적이 한 번도 없다는 것에서 유래. 심지어, 가족여행으로 오키나와에 갈 적에도 홀로 가지 못했을 정도라고 한다.

### 에피소드
현재 소속 사무소(뮤직레인)의 오디션 당시, 자기PR로서 센과 치히로의 행방불명의 대사를 완전히 암기하여 연기했다.(1인 4역을 연기)
낫토를 좋아해서, 요리할 때 그것을 첨가하여 새롭게 어레인지 하는 경우가 많다고 한다. 본인이 출연했던 "내일의 요이치!"에 함께 출연했던 성우 오카모토 노부히코(岡本信彦), 사토 리나 (佐藤利奈)에게 권한 적도 있다.
그 두 사람이 패널을 담당하는 웹 라디오방송 "내일의 요이치 라디오!"에서 실제로 "우유와 낫토와 녹차 말이"를 먹여보려고 했지만, 두 사람이 맛이 별로라고 거절했다고 한다. 그러나 그 이후로, 토마츠가 알려준 레시피와 전혀 다른 것이 판명되어, 재차 게스트 출연을 했을 무렵에는 올바른 레시피로 요리한 것을 두 사람과 게스트로 출연했던 하나자와 카나에게 주었더니 맛있다는 말을 들을 정도로 자신의 낫토요리의 우수성을 입증하였다고 한다.
블로그에 요리법이나 자신이 요리한 것을 주로 올리곤 하며, 최근 자취한 이래로 요리실력이 부쩍 늘은 모양. 재료나 레시피를 알아내서 자기 나름대로 개량도 하는 등, 가정적인 모습을 보이기도 하는 모양이다.
혼자서 "화요 서스펜스 극장 (일명 화요서스)"을 연기하는 것이 특기라서, "내일의 요이치!"의 공동출연자인 오카모토, 사토, 하나자와 등에게 절찬받았다고 한다. 그 내용은 사토 리나가 이르길, 혼자서 화요서스의 범인과 사체, 그리고 피해자 역할까지 전부 연기할 정도라고 한다.

## 출연작
※굵은 글씨는 주연 및 주요 등장인물.

### TV 애니메이션
2007년
- 키스담 (마유라)
- 신곡주계 폴리포니카 (코티카르테 아파 라그란제스)
- 모에땅 (쿠로이 스미)
- 학원 유토피아 마나비 스트레이트! (스위트 학생, 학생) *데뷔작
- 스카이 걸즈 (마키하라 야요이)
- 보쿠라노 (후타바 / 야무라 후타바)
- 레 미제라블 소녀 코제트 (오드레이)

2008년
- 절대가련 칠드런 (산노미야 시호)
- To LOVE -트러블- (라라 사탈린 데빌루크)
- 광란가족일기 (미다레자키 치카/히메미야 센코)
- 칸나기 (나기)
- 케메코디럭스 (엠엠 (미시마 메이))
- 기동전사 건담 더블오 세컨드 시즌 (밀레이나 바스티)
- 철완 버디 DECODE (신기관의 우주선 #12)
- 노다메 칸타빌레 파리편 (고로타)
- 망량의 상자 (유즈키 카나코)
- 밤벚꽃사중주 (키시 토우카)

2009년
- 화이트 앨범 (미즈키 마나)
- 내일의 요이치 (이카루가 아야메)
- 신곡주계 폴리포니카 크림슨 S (코티카르테 아파 라그란제스)
- 바스쿼슈 (루쥬)
- 아수라 크라잉 (미나카미 미사오)
  - 아수라 크라잉2 (미나카미 미사오)
- CANAAN (윤윤)
- 크로스 게임 (츠키시마 아오바)
- GA 예술과 아트 디자인 클래스 (야마구치 키사라기)
- 지옥소녀 삼정 (카시와기 히데미)
- 하늘 가는 대로 (마키타 히메)
- 마리아님이 보고계셔 4th Season (타카치 히데미)
- 알기 쉬운 현대마법 (이치노세 유미코 크리스티나)
- 싸우는 사서The Book of Bantorra (노로티 마르체)
- 냥코이! (키리시마 코토네, 키리시마 아카리)
- 학생회의 일존 (미야시로 카나데)
- 어떤 과학의 초전자포 (완나이 키누호)

2010년
- 칼 이야기 (히테이 공주)
- 하늘의 소리 (마리아)
- 듀라라라!! (카미치카 리오)
- 레이디X버틀러 (헤디에)
- 놀러갈게! (킨죠 마나미)
- 시귀 (시미즈 메구미)
- 언젠가는 대마왕 (테루야 에이코)
- 이나즈마 일레븐 (쿠도 후유카, 스즈메 쥰이치, 아이엘)
- 쓰리몬 (미츠도모에) (마루이 히토하)
- 좀 더 To LOVE -트러블- *To LOVE -트러블-2기 (라라 사탈린 데빌루크)
- STAR DRIVER 빛의 타쿠토（키타의 무녀 / 사카나）
- 소녀요괴 자쿠로 (뱌쿠로쿠)
- 그래도 마을은 돌아간다 (니시 선생님)

2011년
- 그날 본 꽃의 이름을 우리는 아직 모른다 (안죠 나루코 (아나루))
- 쓰리몬 (미츠도모에) 증량중 (마루이 히토하)
- 이나즈마 일레븐 GO (니시조노 신스케, 모모야마 가몬)
- 꽃이 피는 첫걸음 (와쿠라 유이나)
- C~The Money Of Soul and Possibility Control~ (마슈)
- 소프테니 (히라기시 야요이 <우츠기>)
- 고양이신 팔백만 (마유)
- 베르제바브 (하나자와 유카, 안젤리카)
- 모리타씨는 과묵 (무라코시 미키)
- WORKING!! (마시바 미츠키)
- 47도도부견 (아이치이누)
- THE IDOLM@STER (히다카 아이)
- 카니발 판타즘 (세븐)

2012년
- 마기 (애니메이션) (모르지아나)
- 그 여름에서 기다릴게 (타카츠키 이치카)
- 소드 아트 온라인 (유우키 아스나)
- 가난뱅이 신이! (란도 란마루)
- 액셀 월드 (와키미야 메구미)
- 여름색 기적 (하나키 유카)
- 퀸즈 블레이드 리벨리온 (타냥)
- 맹렬 우주해적 (그류에르 세레니티)
- 옆자리 괴물군 (미즈타니 시즈쿠)
- 투러브 트러블 다크니스 (라라 사탈린 데빌루크)

2013년
- 신만이 아는 세계 여신편 (류네)

2014년
- 요괴워치 (아마노 케이타)
- 사쿠라 트릭 (타카야마 하루카)
- 해피니스 차지 프리큐어! (히카와 이오나/큐어 포춘)
- 마탄의 왕과 바나디스 (엘레오놀라 빌타리아)
- 소드 아트 온라인 II (유우키 아스나)

2015년
- 던전에서 만남을 추구하면 안되는걸까 (에이나 튤)
- 은혼 4기 10화 성전환편 (사카타 긴코(사카타 긴토키))

2018년
- 소드 아트 온라인 앨리시제이션 (유우키 아스나)

2019년
- 소드 아트 온라인 앨리시제이션 war of underworld(유우키 아스나)

### OVA
- 딸기 마시마로OVA (여학생)
- 키구루믹 V3 -베스트 에피소드 콜렉션- (에도마에 아즈키)
- 샤이나 다르크 〜검은 달의 왕과 푸른 달의 공주님〜 (가렛 페이 소와쥬)
- 테일즈 오브 심포니아 THE ANIMATION 제3권 (여자아이)
- To LOVE -트러블- (라라 사탈린 데빌루크)
- 삐리리 불어봐! 재규어 리턴 오브 약 1년만 (사야카)
- 기동전사 건담UC (미코토 바치)
- 검과 마법과 학원물. (제라트)
- 에어기어 검은 날개와 잠든 숲（노야마노 링고）
- GA 예술과 아트 디자인 클래스 OVA (야마구치 키사라기 (키사라기)）
- 밤벚꽃사중주 ~별의 바다~（키시 토우카）
- 베이비 프린세스 파라다이스 0(러브) (히카루)
- 모리타씨는 과묵 (무라코시 미키)
- 어떤 과학의 초전자포 OVA (완나이 키누호)
- 카니발 판타즘 (세븐)
- 에어 기어 검은 날개와 잠자는 숲 -Break on the sky- (노야마노 링고)
- 놀러갈게! OVA로 놀러왔습니다!! OVA 스페셜 (킨죠 마나미)

### 극장 애니메이션
2010년
- 극장판 기동전사 건담 더블오 -A wakening of the Trailblazer- (밀레이나 바스티)

2011년
- 극장판 포켓몬스터 베스트 위시즈 비크티니와 검은 영웅 제크롬 하얀 영웅 레시람

2016년
- 예전부터 계속 좋아했어: 고백실행위원회 (에노모토 나츠키)

2017년
- 극장판 소드 아트 온라인 오디널 스케일 - (유우키 아스나)

2018년
- 극장판 일곱 개의 대죄: 천공의 포로 - (엘라테)
- 마법소녀 리리컬 나노하 데토네이션

2024년
- 기동전사 건담 SEED FREEDOM - (애비 윈저)
- 극장판 오버로드 성왕국편 - (케랄트)
- 극장판 짱구는 못말려: 우리들의 공룡일기 - (안젤라)

### 인터넷 방영 애니메이션
- 펭귄아가씨♥하트 (이루카님)

### TV
드라마
- RH플러스 (미사키 아미)
- 여기는 그린우드 ~청춘 남자 기숙사 일지~ (닛타 미에코)

버라이어티
- 애니송 플러스 2008년 9월15일방송 게스트 출연 (절대가련 칠드런의 출연자로서), 2009년 4월20일방송 게스트 출연 (Sphere의 멤버로서)
- NHK-BS2 "더☆넷스타!" (제12회 게스트 출연)
- Run Run LAN! (게스트 출연)

다큐멘터리
- TOKYO MX "우타타네♪" (2009년 9월 12일, 특집 아티스트로서)

나레이션
- 테레비 아사히 "토리하다 (비) 스쿠프 영상 100과사전"
  - 특별편 세계의 굉장한 영상 100연발 스페셜 (2011년 3월 22일 방영)
- 정말로! 세계 극비 웃기는 CM 전부 보여드립니다!! (2010년 7월 25일 방영) *보이스 오버
- 세계 극비 웃기는 CM 전부 보여드립니다! (2010년 12월 26일 방영) *보이스 오버
- 날아올라라! 월드 모니터 (2011년 1월 16일 방영)
- 테레비 토쿄 "아니테레 Presents 애니송 플러스+" (2011년 3월 21일 방영)

특촬
- 수전전대 쿄류쟈 (캔드리라 목소리 출연)

### WEB방송
- 디어리 스테이션 (니코니코동화 "타루키테이"채널)

### 드라마CD
- 사랑을 노래하기보다는 나에게 빠져라!
- 아쿠에리언 에이지 드라마CD 펜릴 편 (헬)
- ELEMENT GIRLS 원소주기 홀딱 빠져서 암기하는 화학의 기본 (불소)
- 칸나기 드라마CD (월간 Comic REX 2008년12월호 특별부록) (나기)
- 칸나기 드라마CD "고1의 여름은 한 번밖에 없어+좀 더" (나기)
- 기동전사 건담 더블오 CD드라마 스페셜 3 어나더 스토리 COOPERATION-2312 (밀레이나 바스티)
- 광란가족일기 (미다레자키 치카)
- 절대가련 칠드런 드라마CD EPS.1st〜화기애애! 사랑과 평화가 지구를 구한다!〜 (산노미야 시호)
- 창성의 아쿠에리온 ─태양의 날개─ (아리시아 공주)
- To LOVE -트러블- (라라 사탈린 데빌루크)
- 홀리 토커 (키노시타 노토메)
- 바다의 무녀 (나구모 카린)
- 별을 노래해 (시이나 사쿠야)
- 시나코잇 (이바타 레이코)
- 시로쿠로네쿠로 (타카미네 유키지) * 덴게키분코 매거진 Vol.18 부록 "호화성우진x제 17회 전격소설대상 콜라보CD"
- 토와즈 모노가타리 (히테이 공주)
- 푸른바다의 Aion (미야자키 세이네/세-네)
- 만화가랑 어시스턴트씨랑 (오토스나 미하리)
- 쓰리몬 드라마CD~전설의 시작 (마루이 히토하)
- 드라마CD 도쿄귀술사 카라스노모리 학원기담 (무토 이치루)

### 오디오 노벨
- 여대생 회계사의 사건부 (후지와라 모에미)

### 게임
- 아크라이즈 판타지아 (세실 가르시아)
- THE IDOLM@STER (히다카 아이)
  - THE IDOLM@STER Dearly Stars
- 케메코디럭스! DS ~신부와 메카와 남자와 여자~ (엠엠)
- 케로로중사RPG 기사와 무사와 전설의 해적 (미미쿠리)
- 세키레이~미래로부터의 선물~ (쿠루세, 아기)
- 절대가련 칠드런 DS 제4의 칠드런 (산노미야 시호)
- 전장의 발큐리아2 갈리아 왕립 사관학교 (에이리어스)
- 전격학원RPG Cross of Venus (미나카미 미사오)
- 도쿄 제령사 쿠스노샤 학원사담 (무토 이치루)
- 투진전 (위노 맥거번)
- To LOVE -트러블- 시리즈 (라라 사탈린 데빌루크)
  - To LOVE -트러블- 쿵쾅쿵쾅! 숲속학교 편
  - To LOVE -트러블- 두근두근! 바다학교 편
- NUGA-CEL! (피요)
- 판타지스타 포터블 2 (첼시)
- 목장이야기 바람의 바자르에 어서오세요! (엔쥬、시균)
- 모에땅 DS (쿠로이 스미)〈예약특전용 DVD에 카쿠스 역의 히야마 노부유키와 함께 출연〉
- 무장신희 배틀론도 (천사 코만도형 MMS 벨크스트라)
- 매리지 로얄 프리즘스토리 (미쿠)
- 룬 팩토리 (이온)
- 소녀전선 WA2000(와쨩), 리-엔필드, M4A1(시나몬포)

### 온라인 게임
- 트릭스터 러브 (루캉)

### 파친코, 파치스로 기계
- 시노비타마 (忍魂) (카에데의 목소리)

## 라디오

### 라디오
- 유라쿠쵸 아니메타운 미니땅 (닛폰방송 "유라쿠쵸 아니메타운" 내 코너, 2007년 2월 4일 - 2월 18일)
- 모에땅 리스닝 라디오 - 모리나가 리카와 공동 진행. (인터넷 라디오, 2007년 7월 6일 - 12월 28일)
- 칸나기라디오 (인터넷 라디오, 2008년 6월 11일 - 2009년 4월 7일)
- 절대가련 방송국 - 시라이시 료코와 공동 진행. (인터넷 라디오, 2008년 6월 25일 - 2009년 3월 25일)
- Pl@net sphere - 코토부키 미나코, 타카가키 아야히, 토요사키 아키와 공동진행. (인터넷 라디오, 2009년 3월 4일 ~ )
- 토마츠 하루카의 하루코레(A&G 초RADIO SHOW~아니스파!~ 내부 방송) (분카방송초!A&G+, 2009년 3월 7일 - 5월 16일)
- Sphere 라디오(A&G 초RADIO SHOW~아니스파!~ 내부 방송) (분카방송초!A&G+, 2009년 5월 23일 - 7월 18일)
- GA 예술과 아트 디자인 클래스 라디오 폭발 라디아트☆ - 나즈카 카오리와 공동진행. (인터넷 라디오, 2009년 6월 11일 - 9월)
- Sphere 특별 방송 검과 마법과 학원물. 2 Presents Sphere와 와시자키와 60분물 (초!A&G+, 2009년 6월 27일)
- 마리아와 융융의 상하이반점에서 만나요 - 난조 요시노와 공동진행. (인터넷 라디오, 2009년 7월 3일 - 12월 25일)

### 라디오 드라마
- 유라쿠쵸 아니메타운 소문가게 ~플라워 테일~ (카사이 아야메) ("유라쿠쵸 아니메타운" 내 코너)
- 유환의 배움사 ~여동생과 학원~ (후미) ("유환의 배움사 Radio 여동생과 학원! 오빠 시간이야!』내 코너)

## 음악CD

### 싱글
- debut single 'naissance' (2008년 9월3일 발매)
  - naissance (TV드라마 "여기는 그린우드 ~청춘남자기숙사일지~" 엔딩 테마)
  - 퍼즐 (パズル)
  - REWIND
- 2nd single 'motto☆화려하게! (motto☆派手にね!)' (2008년 10월 29일 발매)
  - motto☆화려하게! (motto☆派手にね!) (TV애니메이션 "칸나기" 오프닝 테마)
  - 행복찾기 (シアワセサガシ)
- 3rd single '탄생일의 시간 (産巣日の時)' (2008년 11월26일 발매)
  - 탄생일의 시간 (産巣日の時) (TV애니메이션 "칸나기" 엔딩 테마)
  - 기억의 풍경 (記憶の景色)
- 4th single '사랑의 노래 (こいのうた)' (2009년 5월13일 발매)
  - 사랑의 노래 (こいのうた) (TVA "신곡주계 폴리포니카 크림존S" 엔딩 테마)
  - Re:Motion
- 5th single 'Girls, Be Ambitious.' (2010년 1월 27일 발매)
  - Girls, Be ambitious. (TVA "하늘의 소리" 엔딩 테마)
  - 미래시계 (未来時計)
- 6th single '해변의 SHOOTING STAR (渚のSHOOTING STAR)' (2010년 8월 4일 발매)
  - 해변의 SHOOTING STAR (渚のSHOOTING STAR)
  - 별의 스테이지 (星のステージ)
- 7th single 'Baby Baby Love' (2010년 11월 3일 발매)
  - Baby Baby Love (TV 애니메이션 "좀 더 To Love -트러블-" 엔딩 테마)
  - 상냥한 나날 (やさしき日々)
- 8th single 'Oh My God♥' (2011년 7월 13일 발매)
  - Oh My God♥ (TV 애니메이션 "고양이신 팔백만" 엔딩 테마)
  - Orange☆Smoothie

### 앨범
- debut album Rainbow Road (2010년 2월 24일 발매)
  - 자기중남 (自己中男) * 앨범 신곡
  - motto☆화려하게! (motto☆派手にね!) (TV애니메이션 "칸나기" 오프닝테마)
  - Circle * 앨범 신곡
  - 일곱빛깔 이정표 (七色みちしるべ) * 앨범 신곡
  - Girls, Be ambitious. (TVA "하늘의 소리" 엔딩테마)
  - REWIND
  - 기억의 풍경 (記憶の景色)
  - 탄생일의 시간 (産巣日の時) (TV애니메이션 "칸나기" 엔딩테마)
  - naissance (TV드라마 "여기는 그린우드 ~청춘남자기숙사일지~ 엔딩테마")
  - Rainbow * 앨범 신곡
  - Counter Attack * 앨범 신곡
  - 미래시계 (未来時計)
  - Star☆Tripper * 앨범 신곡
  - 사랑의 노래 (こいのうた) (TVA "신곡주계 폴리포니카 크림존S" 엔딩테마)

### Sphere (성우 유닛)
싱글
- Future Stream (2009년 4월22일 발매)
  - Future Stream (TVA "첫사랑 한정" 오프닝테마)
  - Treasures!! (온라인게임 "트릭스터 러브" 이미지송)
- dear-dear DREAM (마이선샤인 (타카가키 아야히) meets Sphere) (2009년 6월3일 발매) * 멤버전원이 코러스로서 참가]
  - dear-dear DREAM ("배틀스피리츠 소년돌파 바신" 2번째 엔딩테마)
  - 모험기록 (冒険記録) * Little Non이 부른 1기 엔딩곡을 커버한 버전
- Super Noisy Nova (2009년 7월29일 발매)
  - Super Noisy Nova (TVA "하늘 가는 대로" 오프닝테마])
  - Dangerous girls (PSP용 게임 "검과 마법과 학원물.2" 이미지송)
- 바람을 모아 (風をあつめて)/Brave my heart (2009년 11월 25일 발매)
  - 바람을 모아 (風をあつめて) (온라인게임 "라그나로크온라인"7th애니버서리송)
  - Brave my heart (온라인게임 "라그나로크온라인"7th애니버서리송)
- REALOVE:REALIFE (2010년 4월 21일 발매예정)
  - REALOVE:REALIFE (TVA "언젠가는 대마왕" 오프닝테마)
  - 손바닥에 꿈 (手のひらに夢)
- Now Loading...SKY!! (2010년 7월 28일 발매)
  - Now Loading...SKY!! (TVA "놀러갈게!" 오프닝테마)
  - 제멋대로인 성장기 (かってな成長期) (PSP/PS3용 게임 "검과 마법과 학원물.3" 오프닝테마)
- MOON SIGNAL (2010년 10월 20일 발매)
  - MOON SIGNAL (TVA 처녀요괴 자쿠로 오프닝 테마)
  - 클라이막스 휘슬 (クライマックスホイッスル)
- Hazy (2011년 5월 11일 발매)
  - Hazy (TVA 꽃피는 이로하 엔딩 테마)
  - Neo Eden
- LET・ME・DO!!(2011년 7월 27일 발매예정)
  - LET・ME・DO!!(니혼 테레비 "스피어 클럽" 테마송)
  - Feathering me, Y/N?

앨범
- A.T.M.O.S.P.H.E.R.E (2009년 12월 23일 발매)
  - Future Stream (TVA "첫사랑 한정" 오프닝테마)
  - 진짜라서 난처해 (本当だから困るんだ) * 앨범 신곡
  - PRINCESS CODE * 앨범 신곡
  - Treasures!! (온라인게임 "트릭스터 러브" 이미지송)
  - 그대의 하늘이 맑게 개일 때까지 (君の空が晴れるまで) * 앨범 신곡
  - 낙서 Dictionary (らくがきDictionary) * 앨범 신곡
  - Dangerous girls (PSP용 게임 "검과 마법과 학원물.2" 이미지송)
  - Dream sign * 앨범 신곡
  - Super Noisy Nova (TVA "하늘 가는 대로" 오프닝테마])
  - Joyful×Joyful * 앨범 신곡
  - 안녕 SEE YOU (サヨナラSEE YOU) * 앨범 신곡
  - A.T.M.O.S.P.H.E.R.E * 앨범 신곡

- Spring is here (2011년 3월 16일 발매)
  - Spring is here * 앨범 신곡
  - Now loading...SKY!! (TVA "놀러가요!" 오프닝테마)
  - キミが太陽 * 앨범 신곡
  - REALOVE:REALIFE (TVA "언젠가는 대마왕" 오프닝테마)
  - Congratulations!! * 앨범 신곡
  - 손바닥에 꿈 (手のひらに夢)
  - 바람을 모아서 (風をあつめて) (온라인 게임 "라그나로크 온라인" 7주년 애니버서리송)
  - 제멋대로인 성장기 (かってな成長期)(PS3・PSP용 게임 소프트 "검과 마법과 학원물.3" 오프닝테마)
  - MOON SIGNAL (TVA "소녀요괴 자쿠로" 오프닝테마)
  - By MY PACE!! * 앨범 신곡
  - Brave my heart (온라인게임 "라그나로크 온라인" 7주년 애니버서리송)
  - 클라이맥스 휘슬 (クライマックスホイッスル) (파치슬로 "시스터 퀘스트 2 ~마검의 기사와 백은의 무녀~" 오프닝테마)
  - 꿈연주 레코드 (夢奏レコード) (파치슬로 "시스터 퀘스트 2 ~마검의 기사와 백은의 무녀~" 엔딩테마)*앨범 신곡
  - 무지개가 걸린 선율 (虹を駆ける旋律) *앨범 신곡

### 캐릭터 송
- 신곡주계 폴리포니카 캐릭터 송 앨범 Meta-morphose (코티카르테 아파 라그란제스)
  - I'm on your side
- 세상에서 가장 위험한 사랑 (世界で一番ヤバイ恋) (TVA "광란가족일기" 엔딩테마) (미다레자키 치카 / 히메미야 센코)
  - 세상에서 가장 위험한 사랑 (世界で一番ヤバイ恋)
- To LOVE -트러블- 버라이어티 CD 그 1, 그 3 (라라 사탈린 데빌루크)
  - 가장 좋아하는 거 찾았다! (ダイスキみㅡっけ!)[버라이어티 CD 그 1]
  - 싫어! (やだ!)[버라이어티 CD 그 3]
- 모에땅 오리지널 사운드 트랙&캐릭터 미니앨범 "Magical Melody" (쿠로이 스미)
  - 싫어땅 러브땅 (いやたん·らぶたん) ※쿠로이 스미&루리코 (토마츠 하루카&모리나가 리카)
- 절대가련 칠드런 캐릭터 CD 3rd session 산노미야 시호 starring 토마츠 하루카
  - 닿으면 Violet (さわってViolet)
  - 농밀 위스퍼 (濃密ウィスパー)
  - Over The Future feat.SHIHO (TVA "절대가련 칠드런" 첫 번째 오프닝테마) * 산노미야 시호 솔로 퓨처링
- 절대가련 칠드런 더 칠드런 캐릭터 송 앨범 LEVEL 7 (산노미야 시호 starring 토마츠 하루카)
  - 두근두근 별가루 (トキメキの星屑)
- 케메코 디럭스! 디럭스한 CD-01 (엠엠 [CV:토마츠 하루카])
  - 약속 (約束)
- 내일의 요이치!캐릭터 송 Vol.2 이카루가 아야메 (CV.토마츠 하루카)
  - Girl grows up! ~TSUN-DERE Ver.~
  - 나는 전혀 신경쓰지 않아 (あたしはぜんぜん気にしてないっ)
- 칸나기특전 캐릭터 가라오케CD "나기우타"
  - 헬로 콩의 노래 (ハロー大豆の歌) (나기)
- 신곡주계 폴리포니카 크림존S 캐릭터 송 Vol.2 ~코티카르테 아파 라그란제스(토마츠 하루카)~
  - promise melody
- 바스쿼슈! 루쥬 캐릭터송&솔로파트
  - nO limiT [TVA "바스쿼슈!" 오프닝테마] * 루쥬 솔로 퓨처링
  - another place [TVA "바스쿼슈!" 루쥬 캐릭터송]
  - 두 사람의 약속(二人の約束) (TVA "바스쿼슈!" 두 번째 엔딩테마) *루쥬 솔로 퓨처링
- 하늘 가는 대로 캐릭터송&삽입가곡집 "별하늘의 하르모니아"
  - Dive to the sky (마키타 히메)
- 쉽게 알 수 있는 현대마법 캐릭터송앨범 "SPECIAL CODE ALBUM"
  - Classical mode (이치노세 유미코 크리스티나)
- GA 예술과 아트 디자인 클래스 키사라기 엔딩테마
  - 컬러링 팔렛츠 키사라기 색 (Coloring palettes キサラギいろ) (키사라기)
- 아이돌마스터 디어리 스타즈 THE IDOLM@STER DREAM SYMPHONY 03
  - "HELLO!!"(닌텐도 DS "아이돌 마스터 디어리 스타즈" 테마곡) * 히다카 아이 솔로 M@STER VERSION
  - 꽃무늬 (はなまる)
  - 나는 아이돌 (私はアイドル) * 히다카 아이 솔로 M@STER VERSION
  - GO MY WAY!! (THE IDOLM@STER 테마송) * 히다카 아이 솔로 M@STER VERSION
  - ALIVE * 히다카 아이 솔로 M@STER VERSION

유니트 (토마츠 하루카 포함 2명 이상이 부른 곡)
- 니지하라 잉크&쿠로이 스미&시라토리 아리스 (타무라 유카리&토마츠 하루카&나즈카 카오리)
  - 마법소녀 매지컬땅! (魔法少女マジカルたん!) (TVA "모에땅" 오프닝테마)
- 더 칠드런 starring 히라노 아야&시라이시 료코&토마츠 하루카 (TVA "절대가련 칠드런"의 주역성우 3명의 유니트)
  - 절대 love×love 선언!! (絶対love×love宣言!!)[TVA "절대가련 칠드런" 첫 번째 엔딩테마]
  - Over The Future feat. THE CHILDREN [TVA "절대가련 칠드런" 첫 번째 오프닝테마] *더 칠드런 커버버전
  - DATTE 진심 (DATTE 大本命)[TVA "절대가련 칠드런" 두 번째 엔딩테마]
  - TRIPLE BOOST-THE CHILDREN symphonic medley-
  - 초봄의 노래 (早春賦)[TVA "절대가련 칠드런" 네 번째 엔딩테마]
  - MY WINGS feat. THE CHILDREN [TVA "절대가련 칠드런" 네 번째 오프닝테마] *더 칠드런 커버버전
  - 별똥별☆로맨틱 (流れ星☆ロマンちっく)[TVA "절대가련 칠드런" 더 칠드런 캐릭터송 앨범 LEVEL 7]
- 케메코와 디럭스 (사이토 치와×토마츠 하루카×타카하시 미카코×쿠기미야 리에×시라이시 료코×카와스미 아야코×고토 마이)
  - 케메코디럭스! (ケメコデラックス!) [TVA "케메코디럭스" 오프닝테마]
- 가렛&크리스티나 (토마츠 하루카&나즈카 카오리)
  - Heaven’s tree 샤이나 다르크~검은 달의 왕과 푸른 달의 공주님~ 보컬앨범
- 라라&하루나 (토마츠 하루카&야하기 사유리)
  - ...해버려 (…っつちゃえ) [TVA 트러블 버라이어티 CD 그 5]
  - 빨리와! 좋아해? (やってこい!ダイスキ?) [OVA"To LOVE -트러블-"오프닝테마]
  - 애플 패닉!? (あっぷる・ぱにっく!?) [OVA "To LOVE -트러블-"엔딩테마]
- 이카루가 네자매 (사토 리나, 토마츠 하루카, 타무라 유카리, 하나자와 카나)
  - 　I, my, me로 살아보자! (I, my, meで生きてみよ-!)[TVA "내일의 요이치!" web 라디오테마송]
- 이클립스 (토마츠 하루카, 나카지마 메구미, 하야미 사오리)
  - nO limiT [TVA "바스쿼슈!" 오프닝테마]
  - moon passport [TVA "바스쿼슈!" 삽입곡]
  - Running on [TVA "바스쿼슈!" 삽입곡]
  - 두사람의 약속(二人の約束) (TVA "바스쿼슈!" 두 번째 엔딩테마)
  - 은하수 산책 (ホシワタリ) (TVA "바스쿼슈!" 삽입곡)
  - 무지개의 BRACE (虹のBRACE) (TVA "바스쿼슈!" 캐릭터송앨범 수록)
- 미즈타니 리에(cv.하나자와 카나)，아키츠키 료(cv.산페이 유키코)，히다카 아이(토마츠 하루카)
  - THE IDOLM@STER DREAM SYMPHONY 00 “HELLO!!”
    - 　HELLO!!　(닌텐도 DS "아이돌 마스터 디어리 스타즈" 테마곡)
    - 해피스 (ハッピース) (닌텐도 DS "아이돌 마스터 디어리 스타즈" 테마곡)
- GA 예술과 아트디자인 클래스 관련곡모음
  - 아야노이 고교 GA girls (토마츠 하루카, 사와시로 미유키, 호리에 유이, 도쿠나가 아이, 나즈카 카오리)
    - 먼저 실례하겠습니다 (お先にシルブプレ) [TVA "GA 예술과 아트 디자인 클래스" 오프닝테마]
    - 색채전대 이로도룬 레인저 (色彩戦隊イロドルンジャー) *아티스트 표기명은 이로도룬 레인저. (멤버 동일)

  - GA 건강걸즈 (토모카네, 키사라기, 노다미키) [CV:사와시로 미유키, 토마츠 하루카, 도쿠나가 아이]
    - 마음색 팔렛츠 (ココロいろ Palettes)

  - 키사라기, 노다미키 듀엣송[CV:토마츠 하루카, 도쿠나가 아이]
    - 그림그리면서 노.올.자! (えがいてあ・そ・ぼ!)

## 사진집
- 1st 사진집 "HARUKAs" (2009년 10월 9일 발매)
- 2nd 사진집 "High Touch!"(2010년 2월 25일 발매)

## 단행본
1st 수필 기고 칼럼 모음집 "토마츠 하루카 하루카의 대모험" (戸松遥 はるかの大冒険)" (2010년 10월 16일 발매)

## 라이브 이벤트
- TOKYO ASIA MUSIC MARKET 아니메송 라이브 (시나가와 스테라홀, 2009년 10월 23일)* 개인 및 유닛(sphere)으로 동시참여
- 토마츠 하루카 단독 첫 라이브 ORANGE☆ROAD (2011.7.17~8.7)

## 기타
- 토마츠 하루카의 혼잣말 (戸松遥のひとりごと) *공식사이트의 My room에 매달 2-3회 갱신되고 있다. 코토부키 미나코와 같은 날에 갱신되고 있음.

※ 매년 2회 열리는 여름, 겨울 코믹마켓에 해당 내용을 담은 CD가 판매된다.
※※ 현재까지는 2008년 여름, 겨울, 2009년 봄, 여름 편이 비공식적으로 발매되어있다.
- 사진지 프라이데이 다이너마이트 (2009년 1월5일 증간호)* 첫 그라비아 사진촬영
- 영화 "나에게 상냥하지 않은 선배" (감독 야마모토 유타카)(러키스타 초대 감독, 칸나기 감독 등. 통칭 야마칸.)에 하나자와 카나와 함께 우정출연.